# Koncert za klavir i orkestar u a-molu (Grieg)
Koncert za klavir i orkestar u a-molu op. 16 skladba je klasične glazbe koju je Edvard Grieg skladao 1868. godine. Premijera Koncerta bila je 3. travnja 1869. godine u Kopenhagenu. Najpoznatije je i najizvođenije Griegovo djelo.

## Kontekst
Edvard Hagerup Grieg bio je norveški skladatelj, pijanist i dirigent iz razdoblja romantizma. Većinu Griegova opusa, zasnovanog na norveškom folkloru, čine pjesme, romanse, klavirska djela i komorna glazba. Za djela većeg obujma nije pokazivao interes, iako Koncert za klavir i orkestar u a-molu op. 16 i scenska glazba "Peer Gynt" (dvije suite iz nje) spadaju među najpopularnije njegove skladbe.

## Nastanak
Grieg nije pokazivao interes za veća djela; Koncert za klavir i orkestar u a-molu njegov je jedini završeni klavirski koncert. Napisao ga je 1868. godine u Danskoj, ali zbog poslova u Norveškoj nije bio na premijeri 3. travnja 1869. u Kopenhagenu. Umjesto njega solist na premijeri bio je Edmund Neupert. Grieg je više puta prerađivao koncert i načinio je preko 300 izmjena u orkestraciji. Iako je Griegu nadahnuće za taj koncert bio Schumannov Klavirski koncert u a-molu koji je slušao u izvođenju Clare Schumann još 1858. na studiju u Leipzigu, nije imitacija tog koncerta, premda imaju neke slične elemente. Osim što je Koncert jedno od najpoznatijih Griegovih djela, spada i u popularnije klavirske koncerte u svijetu.

## O glazbi
Orkestracija: 2 flaute, 2 oboe, 2 klarineta, 2 fagota, 2 horne, 2 trube, 2 trombona, tuba, timpani, gudači. U kasnijim orkestracijama Grieg je dodao još 2 horne i 3. tombon umjesto tube.
Tonalitet: a-mol
Koncert je napisan u klasičnom stilu, brzi (sonatna forma) - spori (ternarna forma) - brzi stavak (kombinacija sonatne i rondo-forme). Drugi i treći stavak izvode se bez pauze (attacca).
1. Allegro molto moderato
2. Adagio
3. Allegro moderato molto e marcato

### 1.Allegro molto moderato
Uvod prvog stavka sličan je Schumannovom Koncertu. Na krešendo timpana nadovezuju se silazne kaskadne figure klavira. Slijede uobičajene dvije teme, tiha prva tema drvenih puhača koju preuzimaju gudači i lirska druga tema koju uvodi čelo te uobičajeni razvoj i repriza s virtuoznom solističkom kadencom.

### 2.Adagio
Sjetnu prvu temu drugog stavka uvode prigušeni gudači, na koju klavir odgovara svojom temom. U dijalogu s orkestrom akcent klavira nije razrada tema, već njihova ornamentacija.

### 3.Allegro moderato molto e marcato
Treći stavak počinje klavir temom živahnog norveškog plesa, za kojim flauta uvodi mirnu pastoralnu temu. U proširenom razvoju vraća se prva tema. Kratka solistička kadenca prethodi ubrzanom plesu, za kojim slijedi bravurozna završna kadenca.
Trajanje koncerta je oko 30 minuta.

## Vanjske poveznice
|  | Zajednički poslužitelj ima još gradiva o temi Koncert za klavir i orkestar u a-molu |